# Eclytus petiolovo
Eclytus petiolovo là một loài tò vò trong họ Ichneumonidae.